# Klub Fantastyki „Druga Era”
Druga Era – klub fantastyki powstały w roku 1997. Zrzesza ponad stu członków i sympatyków z Poznania i okolic, zainteresowanych wszelkimi odmianami fantastyki. Klub jest wydawcą fanzinu Inne Planety, głównym organizatorem największego konwentu fantastyki Pyrkon (od roku 2000), Polconu (w latach 2005, 2011 i 2015) a także Poznańskich Dni Fantastyki.
Do klubu należą m.in. poznańscy pisarze i tłumacze fantastyki: Iwona Michałowska, Maciej Guzek, Radosław Kot, Michał Protasiuk, Wojciech Szyda.
W ramach klubu działa klubowa biblioteka, jak również sekcje: Literacka, LARPowo-RPGowa Noctem, Filmowa Drugi Element, Gier bitewnych i strategicznych Drugi Front, poświęcona fantastyce dalekiego wschodu,  mandze i anime Druga Macka, czy też Planszówkowa Druga Tura. Druga Era współpracuje również z innymi poznańskimi klubami fantastyki.
Prezesem klubu jest Piotr „Prezes” Derkacz.
Siedziba Stowarzyszenia Klubu Fantastyki „Druga Era” mieści się przy ulicy Słowackiego 13 na Jeżycach w Poznaniu.